# Diocesi di Youngstown
La diocesi di Youngstown (in latino: Dioecesis Youngstoniensis) è una sede della Chiesa cattolica negli Stati Uniti d'America suffraganea dell'arcidiocesi di Cincinnati. Nel 2022 contava 164.000 battezzati su 1.180.000 abitanti. È retta dal vescovo David Joseph Bonnar.

## Territorio
La diocesi comprende sei contee nella parte nord-orientale dello Stato dell'Ohio, negli Stati Uniti d'America: Ashtabula, Columbiana, Mahoning, Portage, Stark e Trumbull.
Sede vescovile è la città di Youngstown, dove si trova la cattedrale di San Columba (Cathedral of St. Columba). Nel territorio diocesano sorgono anche due basiliche minori: Nostra Signora del Monte Carmelo a Youngstown, e San Giovanni Battista a Canton.
Il territorio si estende su 5.478 km² ed è suddiviso in 85 parrocchie.

## Storia
La diocesi è stata eretta il 15 maggio 1943 con la bolla Ad animarum bonum di papa Pio XII, ricavandone il territorio dalla diocesi di Cleveland.
Il 2 settembre 1954 la cattedrale è stata distrutta da un incendio. Una nuova cattedrale in stile moderno, su progetto degli architetti Diehl and Diehl di Detroit, è stata completata nel 1958.
Il 28 maggio 2010 il vescovo Murry ha annunciato un piano per la ristrutturazione delle parrocchie che ne ha ridotto il numero da 112 a 87 in due anni.

## Cronotassi dei vescovi
Si omettono i periodi di sede vacante non superiori ai 2 anni o non storicamente accertati.
- James Augustine McFadden † (2 giugno 1943 - 16 novembre 1952 deceduto)
- Emmet Michael Walsh † (16 novembre 1952 succeduto - 16 marzo 1968 deceduto)
- James William Malone † (2 maggio 1968 - 5 dicembre 1995 ritirato)
- Thomas Joseph Tobin (5 dicembre 1995 - 31 marzo 2005 nominato vescovo di Providence)
- George Vance Murry, S.I. † (30 gennaio 2007 - 5 giugno 2020 deceduto)
- David Joseph Bonnar, dal 17 novembre 2020

## Statistiche
La diocesi nel 2022 su una popolazione di 1.180.000 persone contava 164.000 battezzati, corrispondenti al 13,9% del totale.
| anno | popolazione | popolazione | popolazione | presbiteri | presbiteri | presbiteri | presbiteri                | diaconi | religiosi | religiosi | parrocchie |
| anno | battezzati  | totale      | %           | numero     | secolari   | regolari   | battezzati per presbitero | diaconi | uomini    | donne     | parrocchie |
| ---- | ----------- | ----------- | ----------- | ---------- | ---------- | ---------- | ------------------------- | ------- | --------- | --------- | ---------- |
| 1950 | 154.970     | 935.198     | 16,6        | 231        | 188        | 43         | 670                       |         | 28        | 534       | 101        |
| 1966 | 286.492     | 1.141.220   | 25,1        | 345        | 263        | 82         | 830                       |         | 82        | 767       | 117        |
| 1970 | 286.492     | 1.250.935   | 22,9        | 312        | 230        | 82         | 918                       |         | 135       | 769       | 117        |
| 1976 | 296.563     | 1.281.917   | 23,1        | 286        | 202        | 84         | 1.036                     |         | 134       | 602       | 117        |
| 1980 | 286.000     | 1.307.000   | 21,9        | 292        | 227        | 65         | 979                       | 11      | 117       | 510       | 117        |
| 1990 | 280.757     | 1.254.000   | 22,4        | 234        | 193        | 41         | 1.199                     | 47      | 71        | 366       | 114        |
| 1999 | 256.802     | 1.222.866   | 21,0        | 228        | 196        | 32         | 1.126                     | 60      | 23        | 262       | 116        |
| 2000 | 256.071     | 1.219.386   | 21,0        | 198        | 171        | 27         | 1.293                     | 65      | 50        | 251       | 116        |
| 2001 | 262.020     | 1.217.333   | 21,5        | 190        | 166        | 24         | 1.379                     | 70      | 44        | 236       | 116        |
| 2002 | 245.585     | 1.227.633   | 20,0        | 186        | 162        | 24         | 1.320                     | 68      | 45        | 234       | 116        |
| 2003 | 239.960     | 1.223.313   | 19,6        | 180        | 158        | 22         | 1.333                     | 68      | 45        | 229       | 116        |
| 2004 | 235.541     | 1.227.633   | 19,2        | 179        | 157        | 22         | 1.315                     | 69      | 40        | 224       | 116        |
| 2010 | 244.123     | 1.276.096   | 19,1        | 155        | 140        | 15         | 1.574                     | 73      | 27        | 211       | 112        |
| 2014 | 251.000     | 1.316.000   | 19,1        | 153        | 134        | 19         | 1.640                     | 78      | 39        | 205       | 87         |
| 2017 | 173.900     | 1.195.000   | 14,6        | 127        | 113        | 14         | 1.369                     | 77      | 23        | 192       | 87         |
| 2020 | 163.650     | 1.175.115   | 13,9        | 116        | 103        | 13         | 1.410                     | 84      | 26        | 175       | 86         |
| 2022 | 164.000     | 1.180.000   | 13,9        | 108        | 108        |            | 1.518                     | 80      | 15        | 159       | 85         |

## Galleria d'immagini

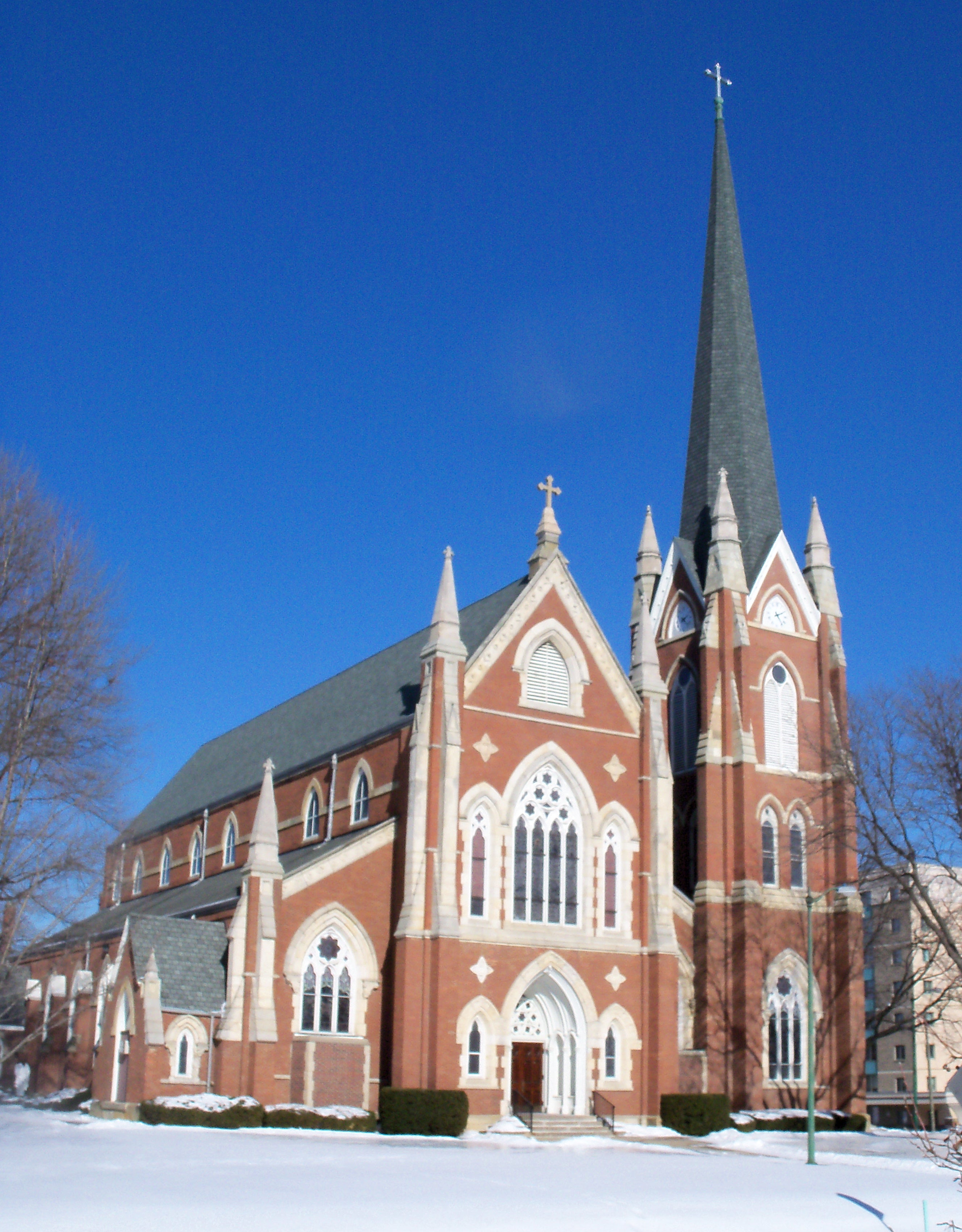
La basilica minore di San Giovanni Battista a Canton
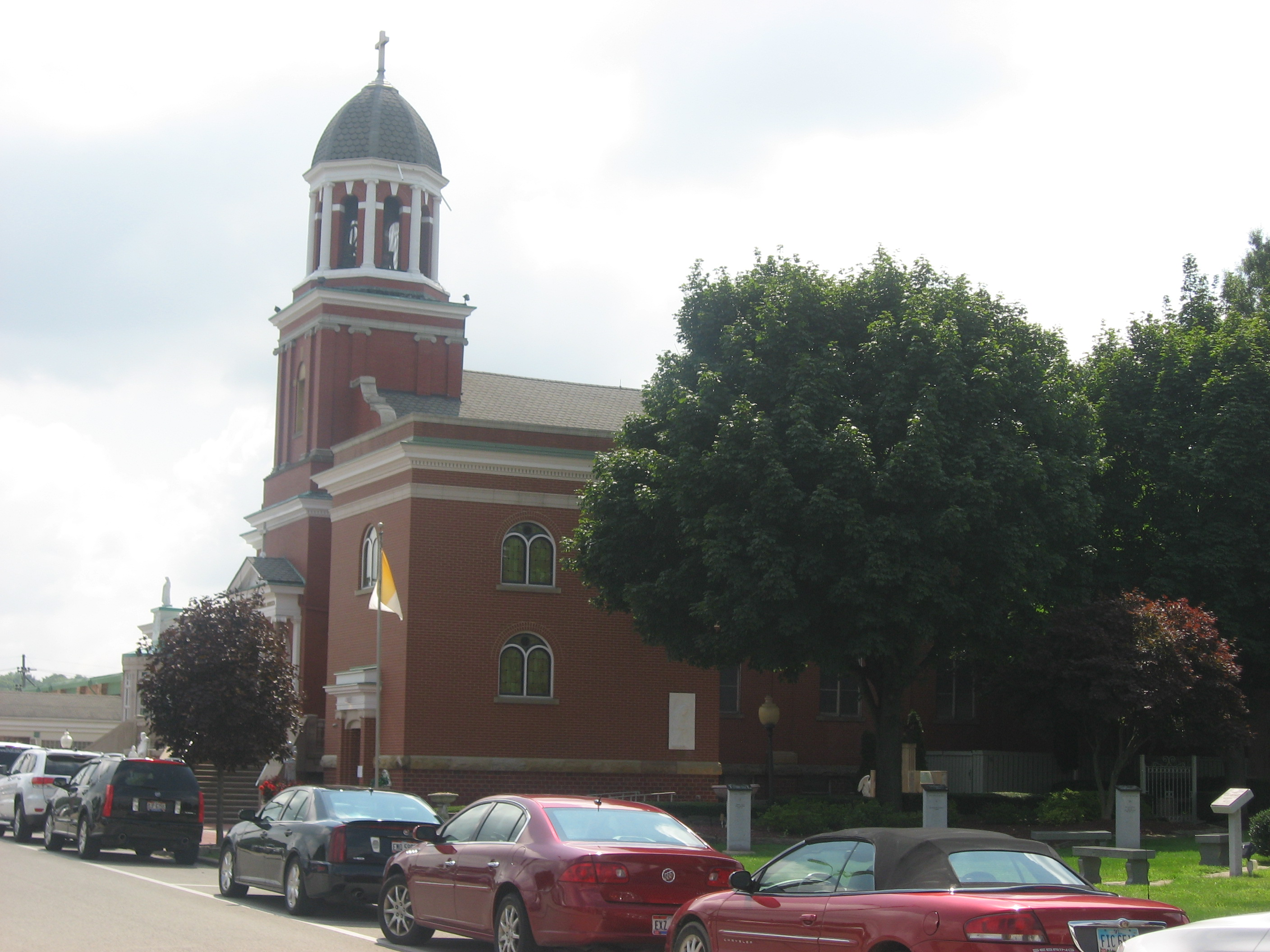
La basilica minore di Nostra Signora del Monte Carmelo a Youngstown
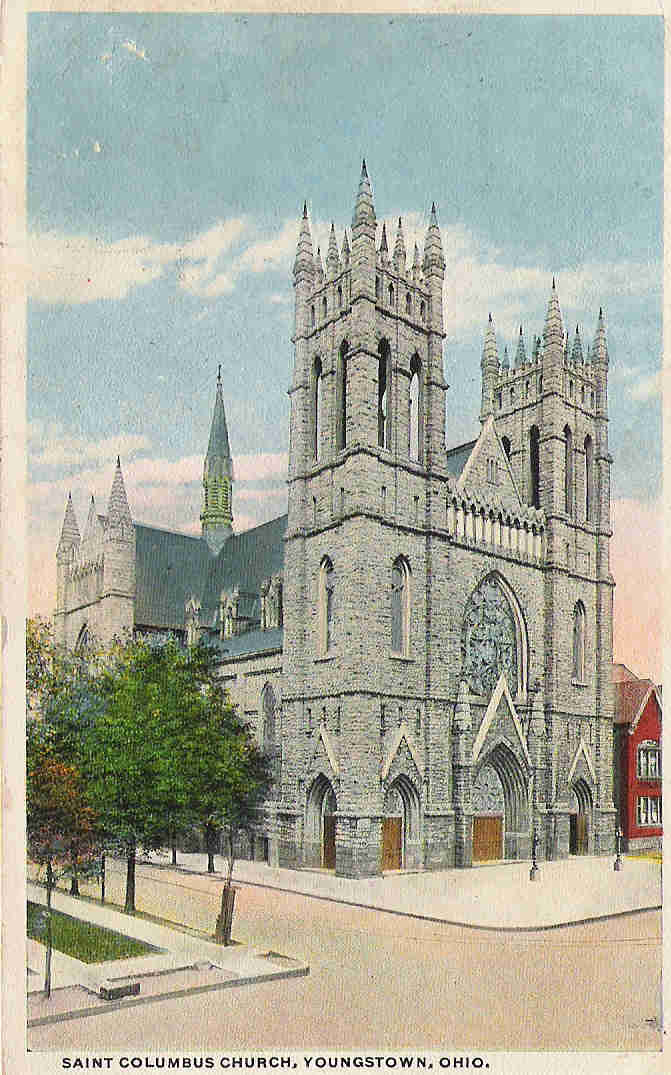
La primitiva cattedrale di San Columba, distrutta da un incendio nel 1954